# Podłaźce
Podłaźce – polana w Pieninach Właściwych. Taką nazwę ma w większości źródeł. Znajduje się u południowych podnóży Masywu Trzech Koron. Dawniej była to jedna polana, jednak środkowa część polany zarosła lasem i w 2020 roku są to już dwie odrębne polany. Dla dolnej polany mapa lotnicza Geoportalu podaje nazwę Podłazcze, górna jest bez nazwy, ale w niektórych pracach naukowych ma nazwę Nadłaźce.
Dolna polana położona jest na wysokości około 460–520 m np. m. i opada w południowym kierunku do doliny Szopczańskiego Potoku. Znajduje się za pasem drzew w odległości około 100 m na północny wschód od schroniska „Trzy Korony”, poza obszarem Pienińskiego Parku Narodowego, w granicach wsi Sromowce Wyżne, w województwie małopolskim, w powiecie nowotarskim, gminie Czorsztyn.
Dawniej polana (traktowana jako całość, czyli polana Podłazcze i Nadłaźce) była intensywnie wykorzystywana przez mieszkańców Sromowiec Wyżnych jako pastwisko oraz pole orne. Dzięki południowej ekspozycji na zespole tych polan występują rzadkie w Polsce gatunki zwierząt, m.in. ropucha zielona, kumak górski, gniewosz plamisty, a także pospolita żmija zygzakowata. W 2009 r. odłowiono tu nowe dla Pienin gatunki chrząszczy z rodziny stonkowatych: Altica olerace, Aphthona pygmaea, Cassida rubiginosa, Luperus xanthopoda, Phyllotreta striolata, Phyllotreta vittula. W latach 2007–2009 na zespole tych polan znaleziono aż 41 gatunków grzybów, wśród których 8 to grzyby nie notowane nigdzie indziej w Polsce, lub występujące bardzo rzadko. W latach 1987–1988 znaleziono tu bardzo rzadkie, w Polsce zagrożone wyginięciem gatunki porostów: pałecznik jodłowy Calicium abietinum, trzonecznica żółta Chaenotheca chrysocephala, popielak pylasty Imshaugia aleurites, ochrost niepozorny Ochrolechia arborea, płucnik modry Platismatia glauca, brodaczka kępkowa Usnea hirta, w 2000 r. rzadki gatunek grzyba zasłonak gruczołkowany.